# Łagiewniki (gmina)
Pour les articles homonymes, voir Łagiewniki.
Łagiewniki est une gmina rurale du powiat de Dzierżoniów, Basse-Silésie, dans le sud-ouest de la Pologne. Son siège est le village de Łagiewniki, qui se situe environ 23 km à l'est de Dzierżoniów et 40 km au sud de la capitale régionale Wrocław.
La gmina couvre une superficie de 124,42 km2 pour une population de 7 268 habitants.

## Géographie
La gmina est bordée par les gminy de Dzierżoniów, Łagiewniki, Mietków, Sobótka, Świdnica et Żarów.
La gmina contient les villages de Domaszów, Janczowice, Jaźwina, Kuchary, Łagiewniki, Ligota Wielka, Młynica, Mniowice, Oleszna, Przystronie, Radzików, Ratajno, Sieniawka, Sienice, Słupice, Sokolniki, Stoszów, Trzebnik et Uliczno.